# Species inquirenda
En clasificación biológica una species inquirenda es una especie de identidad dudosa que necesita ser estudiada más en profundidad.